# Alaska Daily
Production
Diffusion
Alaska Daily est une série télévisée dramatique américaine en onze épisodes de 42 minutes créée par Tom McCarthy et diffusée entre le 6 octobre 2022 et le 30 mars 2023 sur le réseau ABC. Elle met en scène Hilary Swank en tant que journaliste à la recherche d'un nouveau départ à Anchorage, en Alaska.

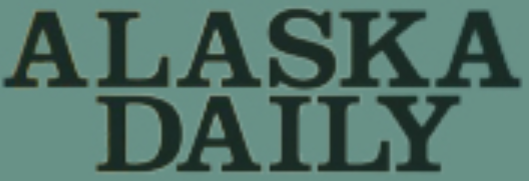

En France, la série est diffusée depuis 8 février 2023 sur Disney+. Elle reste inédite dans les autres pays francophones.

## Synopsis
Eileen (Hilary Swank), une journaliste new-yorkaise, déménage en Alaska à la recherche d'un nouveau départ mais également d'une rédemption à la fois personnelle et professionnelle. 

## Distribution

### Acteurs principaux
- Hilary Swank (VF : Marjorie Frantz) : Eileen Fitzgerald
- Jeff Perry (VF : Thierry Wermuth) : Stanley Cornik
- Grace Dove (en) (VF : Garance Thénault) : Roz Friendly
- Meredith Holzman (VF : Laetitia Laburthe-Tolra)  : Claire Muncy
- Matt Malloy (VF : Patrice Dozier) : Bob Young
- Pablo Castelblanco (VF : Axel Auriant) : Gabriel Tovar
- Ami Park (VF : Melissa (Lexa) Berard)  : Yuna Park
- Craig Frank (VF : Baptiste Marc)  : Austin Greene

### Acteurs récurrents et invités
- Irene Bedard (VF : Anne Plumet) : Sylvie Nanmac
- Shane McRae (en) (VF : Damien Ferrette) : Aaron Pritchard, l'éditeur du Daily Alaskan
- Phillip Forest Lewitski : Miles, photographe du Daily Alaskan
- James McDaniel (VF : Thierry Desroses) : Général Raymond Green
- Bill Dawes (VF : Eric Peter) : Citoyen concerné
- Joe Tippett (VF : Jérémie Bédrune) : Jamie
- Veena Sood (VF : Véronique Augereau) : Rushmi, l'ancienne patronne d'Eileen Fitzgerald
- Kourtney Bell : Karla
- Brandon Alexis : Toby Crenshaw
- Martin Sensmeier : Jindaháa Twitchell
- John Getz : Conrad Pritchard
- Bernard Starlight (VF : Jean-Marc Charrier) : Ned Crenshaw
- Kindall Charters (VF : Alexandre Nguyen) : Dereck
- Sue Cremin : Commissaire Haynes
- Mark Moses (VF : Stefan Godin) : le gouverneur Thacker
- Christopher Redman : Dennis
- Mamie Eva Cecilia Pete : Gloria Nammac
- Paul Jarrett (VF : Vincent Violette) : Ken

 Source et légende : version française (VF) sur RS Doublage

## Production et Casting
Le projet de série de Tom McCarthy mettant en vedette Hilary Swank a débuté en septembre 2021. Le mois suivant, Jeff Perry  est ajouté à la distribution. En janvier 2022, le pilote est déjà tourné.
La série est commandée lors des Upfronts à la mi-mai 2022 et hérite de la case du jeudi à 22 h à l'automne, après Grey's Anatomy.
Le 12 mai 2023, la série est annulée.

## Épisodes
Après le sixième épisode, la série prend une pause hivernale et reprend le 2 mars 2023.
1. Pilot
2. A Place We Came Together
3. It's Not Personal
4. The Weekend
5. I Have No Idea What You're Talking About, Eileen
6. You Can't Put a Price on a Life
7. Enemy of the People
8. Tell a Reporter Not to Do Something and Suddenly It's a Party
9. Rush to Judgement
10. Truth is a Slow Bullet
11. Most Reckless Thing I've Ever Done (FKA News Is What People Don't Want You to Know)

## Distinctions

### Nominations
- Golden Globes 2023 : Meilleure actrice dans une série dramatique pour Hilary Swank